# Dugary Ndabashinze
Dugary Ndabashinze dit Dugary, est un footballeur burundais d'origine congolaise, né le 8 octobre 1989 à Bujumbura (Burundi). Il évolue actuellement à l'AFC Tubize comme attaquant.
Il a débuté au Atletico Olympique de Bujumbura. Après un passage en 2007 dans les clubs Congolais de Bukavu et Goma (Mungano et Kabasha), il arrive en janvier 2008 dans le club de Jupiler League, KRC Genk. Évoluant comme milieu de terrain, il est sélectionné en équipe de Burundi depuis 2007.